# Condado de Quitman (Geórgia)
O condado de Quitman é um dos 159 condados do estado americano de Geórgia. A sede do condado é Georgetown, que é também a sua maior cidade. O condado tem uma área de 417 km², uma população de 2598 habitantes, e uma densidade populacional de 7 hab/km² (segundo o censo nacional de 2000). O condado foi fundado em 10 de dezembro de 1858 e o seu nome é uma homenagem a John A. Quitman (1798-1858), Governador do Mississippi de 1835 a 1836 e de 1850 a 1851.